# Dieter Krone
Dieter Krone (* 2. August 1963 in Freren) ist ein deutscher Politiker (parteilos). Er ist Oberbürgermeister von Lingen (Ems).

## Leben
Dieter Krone wuchs in Beesten auf.
Nach dem Abitur im Jahr 1982 am Gymnasium Leoninum in Handrup und dem Ableisten des Grundwehrdienstes absolvierte Krone von 1983 bis 1988 an der Universität Osnabrück ein Lehramtsstudium in den Fächern Musik und Geographie. Seit 1991 war er Studienrat und seit 1997 Oberstudienrat am Franziskusgymnasium Lingen. Neben dem Unterricht leitete er mehrere Chöre und die Big Band der Schule sowie die Chorwerkstatt Lingen e.V.
Dieter Krone ist verheiratet und hat zwei Töchter. Er lebt im Lingener Stadtteil Laxten.

## Politische Laufbahn
Nachdem der vorherige Oberbürgermeister Heiner Pott (CDU) im April 2010 als Staatssekretär ins Niedersächsische Ministerium für Soziales, Frauen, Familie, Gesundheit und Integration wechselte, trat Krone als parteiloser Kandidat zur Neuwahl am 12. September 2010 an. Er wurde von der SPD und Bündnis 90/Die Grünen unterstützt. Im ersten Wahlgang erhielt er 27,77 % der Stimmen und damit den zweithöchsten Stimmenanteil, der CDU-Kandidat Hans-Josef Leinweber erreichte 39,19 %.
In der am 26. September durchgeführten Stichwahl erhielt Krone mit 56,62 % der Stimmen die absolute Mehrheit und konnte sich somit gegen den Kandidaten der CDU durchsetzen.
Bei der Oberbürgermeisterwahl am 22. April 2018 kam Dieter Krone auf 73,93 % der Stimmen. Der einzige Mitbewerber, Robert Koop von der Wählervereinigung „Die Bürgernahen“, erhielt 26,07 % der Stimmen.